# Tramlijn 33 (Brussel)
De Brusselse tramlijn 33 verbond 's avonds Bordet Station (Evere) met de halte Stalle Parking (Ukkel), via de noord-zuidverbinding. De kenkleur van deze lijn was lichtroze.

## Traject
Bordet Station - Vrede - Verboekhoven - Liedts - Thomas - Noordstation - Rogier - De Brouckère - Beurs - Anneessens - Lemonnier - Zuidstation - Hallepoort - Sint-Gillisvoorplein - Horta - Albert - Berkendaal - Vanderkindere - Messidor - Boetendael - Helden - Globe - Wagen - Van Ophem - Kruispunt Stalle - Stalle P.

## Bijzonderheden
Lijn 33 ging op 30 juni 2008 in voege en verving sindsdien na 20u tramlijn 3, tramlijn 55 en een deel van tramlijn 56. De optimalisering van de lijnen 3 en 4, doorgevoerd op 31 augustus 2009, leidde ertoe dat de avondlijn 33 nu tram 4 vervangt (in plaats van tram 3) en doorgetrokken is tot de halte Stalle P.
Per 1 september 2011 ging lijn 4 ook weer 's avonds rijden, waardoor lijn 33 werd opgeheven. Op het stuk Noordstation - Bordet rijdt sindsdien lijn 32 (naast lijn 55).